# Herman Langman
Herman Jan Langman (Harlingen, 20 maart 1906 – Zelhem, 25 juni 1993) was een Nederlands politicus van de  CHU.
Hij werd geboren als zoon van Johannes Langman (1871-1958; predikant en later Tweede Kamerlid voor CHU) en Dirkje Nijland (1870-1934). Hij begon zijn loopbaan rond 1923 als volontair bij de gemeentesecretarie van Noorddijk en was daar later ambtenaar ter secretarie. In 1929 ging hij werken bij de gemeente 's-Gravenzande. In 1933 werd Langman benoemd tot burgemeester van IJlst en in mei 1946 volgde zijn benoeming tot burgemeester van Zelhem. Vanaf 1964 was hij de burgemeester van Ermelo en na het bereiken van de pensioengerechtigde leeftijd bleef hij nog ongeveer een jaar aan als waarnemend burgemeester. In maart 1972 kwam een einde aan zijn lange burgemeesterscarrière en midden 1993 overleed Langman op 87-jarige leeftijd.